# Hedysarum drobovii
Hedysarum drobovii är en ärtväxtart som beskrevs av Korotkova. Hedysarum drobovii ingår i släktet buskväpplingar, och familjen ärtväxter. Inga underarter finns listade i Catalogue of Life.